# Georges Clairin

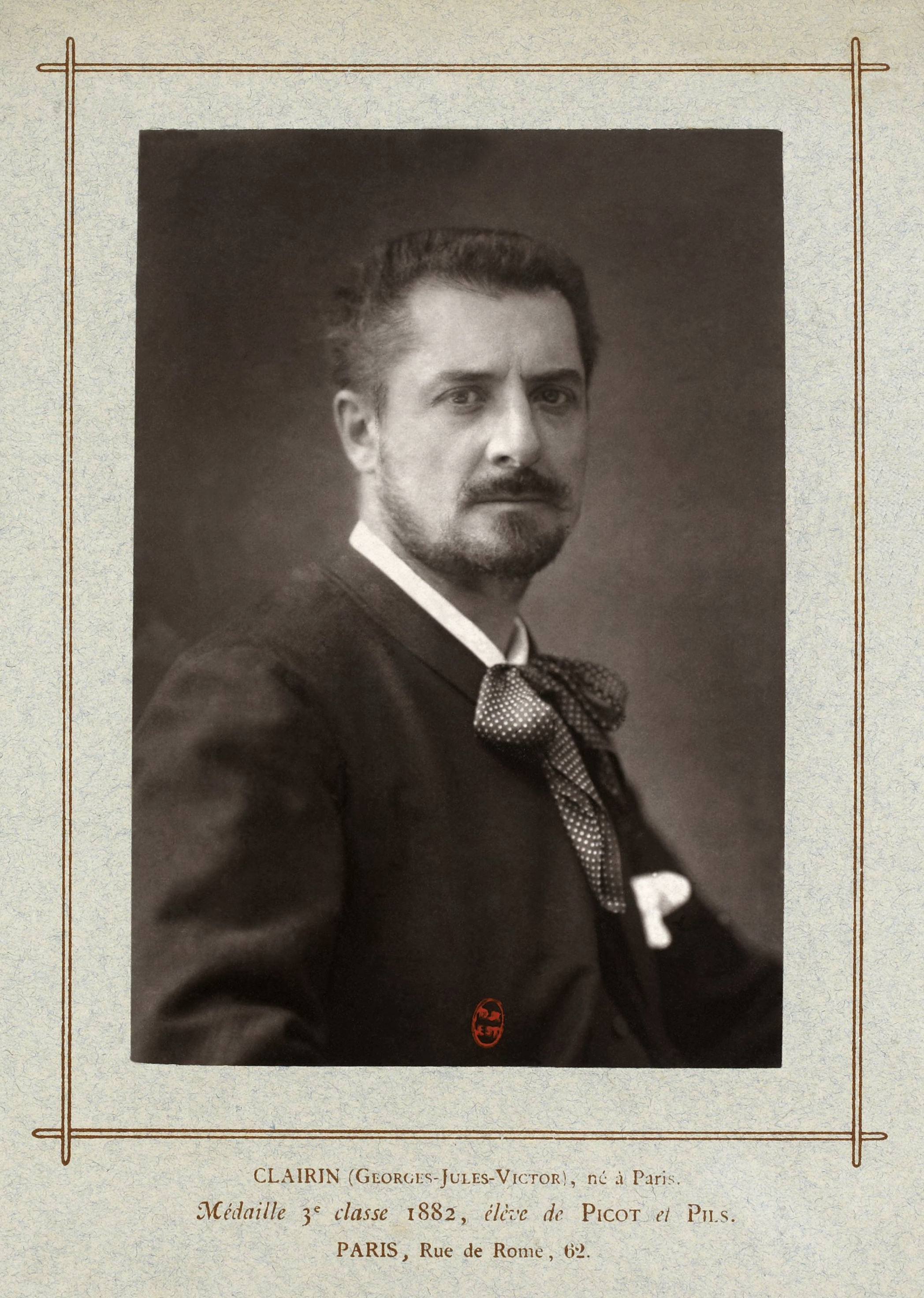
Georges Clairin

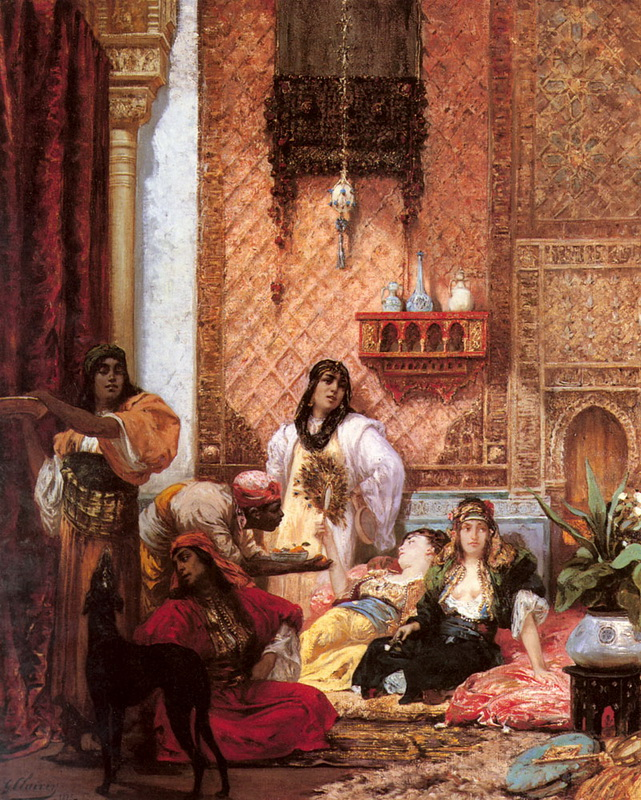
Die Favoriten des Sultans

Georges Jules Victor Clairin (* 11. September 1843 in Paris; † 2. September 1919 im Badeort Pouldu in der Gemeinde Clohars-Carnoët) war ein französischer Porträt-, Genre- und Historien- sowie Orientmaler.
Georges Clairin studierte ab 1861 an der École des Beaux-Arts in Paris bei Isidore Pils und François-Edouard Picot. Er stellte seine Werke ab 1866 auf den Pariser Salons aus.
Er reiste mit dem Maler Henri Regnault und der Schweizer Bildhauerin Marcello (Adèle d’Affry) nach Spanien, mit den Malern François Flameng und Jean-Léon Gérôme nach Italien. Er traf den katalanischen Maler Marià Fortuny während eines Aufenthalts in Marokko, wo sie gemeinsam Tetouan besuchten. 1895 reiste er mit dem Komponisten Camille Saint-Saëns nach Ägypten.
Von den Reisen durch exotische Länder brachte Georges Clairin viele, meist skizzenhaft gemalte Bilder des Orientalismus mit. Später ließ er sich in Paris nieder und wurde als Porträt-, Genre- und Historienmaler bekannt.
Bekannt wurde er vor allem durch seine Porträts von Sarah Bernhardt, mit der ihn eine lange Freundschaft verband. Er porträtierte sie sowohl in ihrem Heim wie auch in den Bühnenkostümen.
Clairin beschäftigte sich auch mit der Deckenmalerei. Er schuf Plafonds im Foyer der Opéra Garnier in Paris (1874) und im Theater von Cherbourg, Grand Theatre von Tours, Theater von Epernay sowie in der Kuppel der Pariser Börse (Afrika und Asien).
Clairin malte zudem zwanzig großformatige Gemälde für den Cousiño-Palast in Santiago de Chile, von denen viele vom Brand im Jahr 1968 zerstört wurden.
Georges Clairin war der Trauzeuge von Louis Besnard, Sohn des Malers Albert Besnard, bei seiner Hochzeit am 19. Dezember 1898.
1878 kaufte er das Schloss von Magnanville, das er 1898 an den Aristokraten Alfred de Gramont (1856–1915) verkaufte.